# Майо (язык)
Майо (Mayo, Yorem Nokki) — юто-ацтекский язык. На нём говорят более 40 тыс. человек индейского племени майо, которые проживают в 100 деревнях на севере штата Синалоа (муниципалитеты Гуасаве, Лос-Мочис, Сан-Хосе-Риос, к северу от города Гуамучиль), на территории города Навохоа (Уатабампо) на побережье штата Южная Сонора в Мексике. В соответствии с «Законом о языковых правах» он был признан в качестве «национального языка» наряду с другими 62 языками коренных народов и испанским, имеющими такую же юридическую силу в Мексике.
Язык майо частично понятен для языка яки. Эти два языка рассматриваются отдельно скорее с политической, чем с лингвистической точки зрения, поскольку принадлежат двум отдельным народам: яки и майо.